# Тернопільський Євромайдан

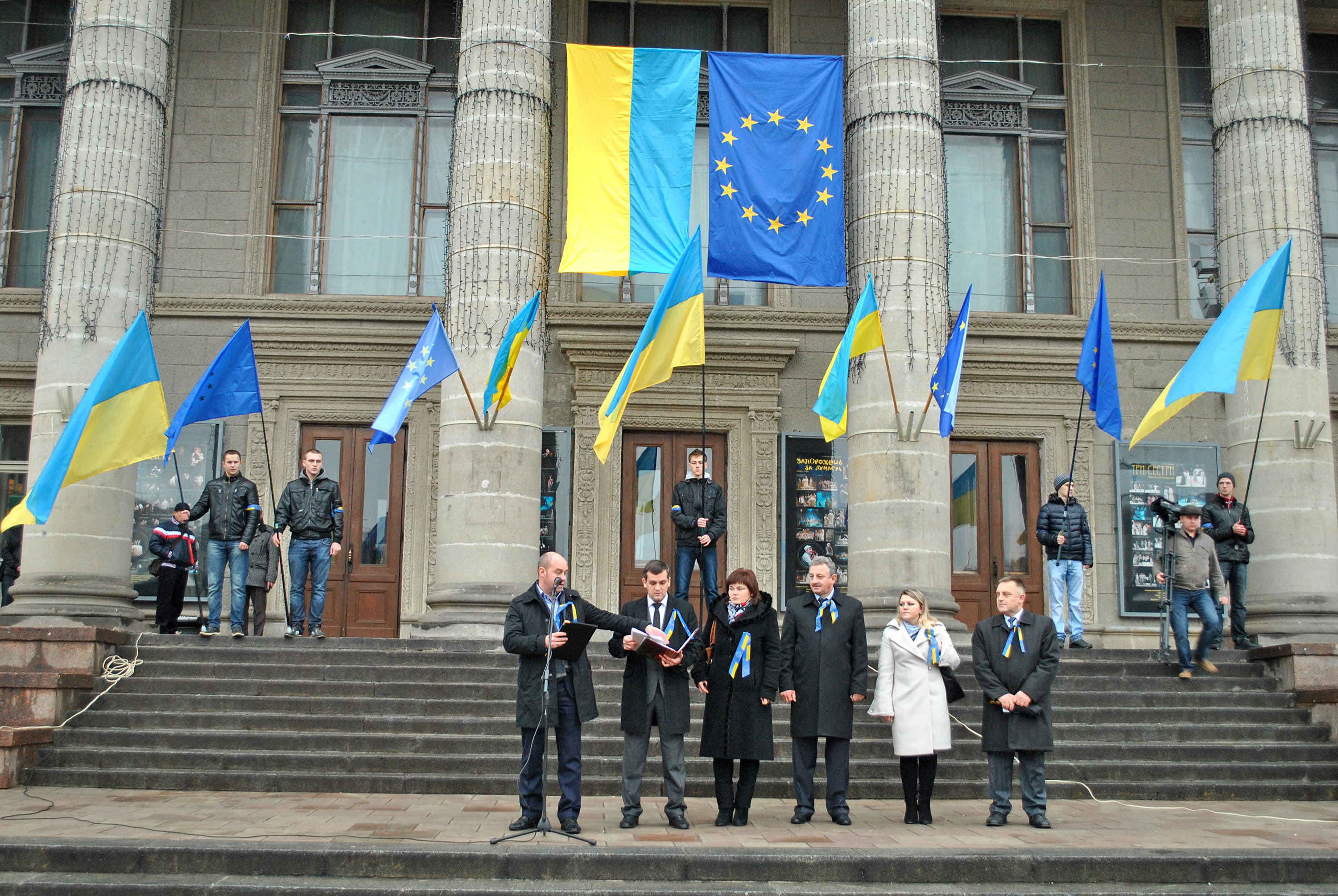
Євромайдан у Тернополі

Тернопільський Євромайдан був одним із найчисельніших та найактивніших на Західній Україні.

## Перебіг подій. Тернопіль

### Листопад 2013-го
- 21 листопада — початок проєвропейських протестів у Тернополі.

- 22 листопада — міський голова Тернополя Сергій Надал підписав розпорядження про скликання позачергової сорокової сесії міської ради.[1]

- 24 листопада — на Театральному майдані відбулися багатотисячне народне віче «За європейську Україну!», на якому прийнято Резолюцію про дії центральних органів влади щодо відмови від євроінтеграції, висунуто вимоги про відставку уряду та інші. У рамках віча відбулася позачергова сесія Тернопільської міської ради.[2][3]

- 25 листопада — Понад 2000 студентів вийшли на майдан, щоб довести, що вони хочуть жити у європейській Україні. Міський голова доручив структурним підрозділам міської ради усіляко сприяти проведенню Євромайдану в Тернополі: вже привезли бочки для обігріву та дрова, надали звукову апаратуру та приєднали її до електромережі.[4]
- Ресторатори міста заявили свою підтримку тернопільському Євромайдану. Власники закладів ресторанного господарства допомагатимуть учасникам з організацією харчування. Зокрема, забезпечать їжу та гарячі напої.
- На центральній площі Тернополя студентство та небайдужі городяни розгорнули наметовий Євромайдан.[5]

- 26 листопада — Тернопільська міська рада приймає рішення «Про суспільно-політичну ситуацію в Україні та перспективи євроінтеграції», в якому підтримує резолюцію народного віча «За європейську Україну!», інші вимоги до влади.[6]

- 27 листопада — триває тернопільський Євромайдан, який щодня збирає тисячі небайдужих людей на центральному майдані міста біля драмтеатру. Міський голова звернувся до ректорів ВНЗ міста максимально сприяти участі молоді у страйку.

- 29 листопада — організатори Євромайдану в Тернополі заявили про його закриття. Про це повідомив на своїй сторінці в соцмережах та підтвердив УНІАН речник Євромайдану в Тернополі Сергій Корольчук.[7]

- 30 листопада — Досить велика допомога була надана волонтерами в «обігріві» Майдану теплим чаєм. Після подій 30 листопада було організовано «Охорону громадського правопорядку» з волонтерів, які цілодобово слідкували за порушниками, від п'яничок до провокаторів. Також багато хто з них надалі були учасниками протистояння ночі 11 грудня в Києві.

### Грудень 2013-го
- 1 грудня — Після кривавих подій у Києві місто мобілізувалось, на майдан вийшла така кількість людей, яку не бачили з часів проголошення незалежності. За деякими оцінками, на майдан вийшло 40 тисяч людей. Таким чином Тернопільський Євромайдан став наймасштабнішим після Києва.[8]
- Депутати на позачерговій сесії Тернопільської міської ради ухвалили рішення оголосити з 1 грудня 2013 року в Тернополі безстроковий загальноміський мирний страйк. Міський голова закликав припинити роботу працівників усіх структур, а приходити замість роботи на Майдан, доки скомпрометоване керівництво держави не подасть у відставку.[9][10] Також прийнято звернення до президента України про дострокове припинення ним повноважень, звернення до Кабінету міністрів про складання повноважень усіма членами уряду, звернення до Верховної ради про дострокові вибори.[11] Депутати вимагають від працівників правоохоронних органів не виконувати наказів влади та перейти на бік громадян.[12]

- 2 грудня — На театральному майдані більше 15 тисяч городян. Практично всі виші Тернополя приєдналися до загальноміського страйку, крім училища № 4. Тернопільські перевізники готові надавати необхідну допомогу та їхати на Київ.[13]
- Виконавчий комітет Тернопільської міської ради у робочому порядку ухвалив рішення № 1278 від 2 грудня 2013 про заборону продажу алкогольних, слабоалкогольних напоїв та пива у центральній частині міста. У школах Тернополя було проведено перший урок щодо Євромайдану та подій, які сьогодні відбуваються у державі.[14]
- Радами тернопільських шкіл ухвалено рішення про оголошення додаткових канікул для учнів 5-11 класів з 3 до 6 грудня. Початкова школа навчатиметься у звичному режимі. Таким чином школи приєдналися до загальноміського мирного страйку, який оголошений в Тернополі. Адміністрації шкіл, вчителі приєднаються до майдану. Завдяки рестораторам на театральному майдані Тернополя організовано польову кухню. Окрім того, обласна громадська організація «ЮНЕСКО» передала тернопільському майдану теплі речі.[15]
- Тернопільська обласна рада приймає рішення № 1574 «Про суспільно-політичну ситуацію в Україні», в якому зокрема звертається до членів парті регіонів про їх вихід з партії, до представників органів влади про вилучення зі службових приміщень портретів В. Януковича.

- 5 грудня — Чиновники Тернопільської обласної державної адміністрації, а саме управління освіти на чолі з начальником Іваном Запорожаном розпочали перевірку навчальних закладів міста. Службовці мають на меті зафіксувати та задокументувати відсутність освітян на робочих місцях. Освітяни вважають таку перевірку незаконною та закликають чиновників припинити тиск та репресії.[16]

- 6 грудня — у Тернопільському обласному академічному драматичному театрі відбулося відкриття Міжнародного джазового фестивалю «Jazz Bez 2013». У зв'язку з подіями, які відбуваються в Україні учасники та організатори тернопільського фестивалю висловили свою підтримку Євромайдану та забезпечили безкоштовний вхід усім активістам майдану. Також більшість музикантів фестивалю передадуть свої гонорари організаційному комітету Євромайдану.[17]

- 7 грудня — Міський голова відмінив святковий концерт та святкування Дня місцевого самоврядування, у зв'язку з останніми подіями, які відбуваються в Україні,[18] а також підписав розпорядження згідно якого керівники комунальних підприємств, установ та закладів зобов'язані вивісити на будівлях Державний Прапор України та прапор Ради Європи з 9 грудня 2013 року.[19] Прокуратура міста Тернополя подала позовну заяву в окружний адміністративний суд про визнання незаконним та скасування даного розпорядження.

- 8 грудня — «Марш мільйонів»

- 9 грудня — Розпочато репресії проти активістів Тернопільського Євромайдану: співробітники міліції за дорученням прокуратури Тернопільської області вручили співкерівнику Штабу національного спротиву голові ТОО ВО «Свобода» Володимирові Стаюрі, голові фракції ВО «Свобода» в Тернопільській обласній раді Марії Чашці та депутату Тернопільської міської ради Марії Баб'юк повідомлення про вчинення злочину по порушенню проти них кримінальній справі за статтею 341 Кримінального кодексу України («Захоплення адмінбудівлі»).

- 10 грудня — Тернопільський окружний адміністративний суд відмовив у задоволені клопотання прокурора міста Тернополя про визнання незаконним та скасування рішення позачергової сорок першої сесії Тернопільської міської ради в частині встановлення з 1 грудня 2013 року в місті Тернополі безстрокового загальноміського мирного страйку.[20]
- Суддя Тернопільського окружного адміністративного суду Чепенюк Ольга винесла постанову згідно якої, було встановлено обмеження права на мирні зібрання (пікетування, пішої ходи, демонстрацій, мітингів, зборів тощо) ТОО партії «За Україну», ТОО ВО «Свобода», ТОО ВО «Батьківщина», ТОП «Удар Віталія Кличка», та іншим суб'єктам та особам у частині місця їх проведення шляхом заборони в період з 10 грудня 2013 року по 07 січня 2014 року Тернопільській області, що знаходиться за адресою: м. Тернопіль, вул. Бандери, 21 та на прилеглих до них територіях.[21]

- 11 грудня — у Тернополі оголосили загальну мобілізацію населення та їдуть на Євромайдан до Києва.
- Тернопільська міська рада вирішила відмовитись від виконання злочинних указів, наказів, постанов, розпоряджень та інших нормативних документів Президента України, Кабінету Міністрів України та їх структурних підрозділів на місцях, які порушують права людини та громадянські свободи; закликала правоохоронців та військовослужбовців не виконувати злочинні накази, спрямовані проти демократії, прав та свобод громадян України; вимагає від правоохоронців припинення насильства до мирних демонстрантів.[22]
- Міський голова Тернополя підписав розпорядження про створення комісії щодо фактів порушення громадянських свобод членів Тернопільської територіальної громади.[23]
- Міський голова Тернополя Сергій Надал звернувся до міських рад міст-побратимів з різних країн світу з проханням через національні уряди засудити насильство, яке чинить режим Януковича до учасників мирних протестів.

- 12 грудня — Голова Тернопільської обласної ради Василь Хомінець, Високопреосвященний Архієпископ і Митрополит Василій (Єпархіальне управління Тернопільсько-Зборівської єпархії УГКЦ), Архієпископ Тернопільський, Кременецький і Бучацький Нестор (Єпархіальне управління Тернопільсько-Кременецької єпархії УПЦ КП, Єпархіальне управління Тернопільсько-Бучацької єпархії УПЦ КП), Настоятель Свято-Троїцького духовного центру митрофорний протоієрей Анатолій Зінкевич, Сергій Лісовий (Тернопільська обласна організація Української Спілки ветеранів Афганістану), Роман Храпцьо (Тернопільська міська організація Української Спілки ветеранів Афганістану), Богдан Литвин (міська організація інвалідів війни в Афганістані), С. Ліпінін (Тернопільська обласна громадська організація ветеранів «Тернопіль-Пошук»), Микола Ротман (ТОО НСЖУ), Євген Безкоровайний (ТОО НСПУ), Степан Костюк (ТОО НСКУ), Богдан Хаварівський (ТОО Всеукраїнського історико-просвітницького товариства «Меморіал» ім. В. Стуса), Віктор Уніят (Асоціація краєзнавців-енциклопедистів Тернопільщини), Віталій Левицький (ТОО Рух «Нова демократія»), Степан Вадзюк (ТОО Всеукраїнська екологічна ліга), Валерій Залізний (Обласне товариство імені Богдана Лепкого), Петро Голик (ТОО дітей політв'язнів і репресованих), Володимир Ханас (Адаптаційний чоловічий центр), Дарія Чубата (Тернопільське міське об'єднання Всеукраїнського товариства «Просвіта»), Василь Балюх (ТОО Національної спілки фотохудожників України), Петро Атаманчук (ТОО Міжнародної організації Об'єднання українських націоналістів (державників), Василь Липовецький (Тернопільський обласний фонд ім. професора О. Смакули) підписали спільну заяву щодо силових дій центрально влади.[24]
- Тернопільський окружний адміністративний відмовив у задоволені клопотання прокурора міста Тернополя про скасування розпорядження міського голови Сергія Надал щодо вивішування на будівлях Тернополя прапорів Ради Європи.[25]
- Тернопільський окружний адміністративний відмовив у задоволені клопотання прокурора міста Тернополя про скасування рішення сесії міської ради щодо відмови від виконання злочинних указів, наказів, постанов, розпоряджень та інших нормативних документів Президента України, Кабінету Міністрів України та їх структурних підрозділів на місцях, які порушують права людини та громадянські свободи.[26]

- 13 грудня — кілька працівників міліції відмовилися працювати на Євромайданах та звільнилися. Про це повідомляє прес-служба УМВС в Тернопільський області.
- Міський голова Тернополя, його заступники та працівники міської ради вирішили віддати половину свого посадового окладу на потреби Євромайдану. Загальна сума коштів, яку зібрали службовці становить 41 тисячу 400 гривень.[27]
- Голова Тернопільської обласної ради Василь Хомінець звернувся до державних службовців та працівників бюджетних установ Тернопільської області із закликом не використовувати адміністративно-владні повноваження у цілях, що суперечать присязі державних службовців.[28]

- 15 грудня — на театральному майдані пройшло велелюдне народне «Віче гідності». Тернополяни вийшли на майдан аби підтримати мільйонний марш Гідності, який відбувся у Києві та вкотре заявити владі свої вимоги.[29]

- 16 грудня — Гуманітарну допомогу майдану передало польське місто-побратим Тернополя Хожув. Збір речей проводила громадська організація «Віспа», яка активно співпрацює з громадськими організаціями Тернополя. У Тернопіль допомогу привіз заступник міського голови Іван Хімейчук.[30]

- 19 грудня — Інформація про п'ять звернень надійшла у комісію Тернопільської міської ради щодо фактів порушення громадянських свобод. Усі стосувалися подій навколо Євромайдану, а також тиску на чиновників, яких змушували їхали на провладний мітинг у Київ. Захищати комісії вже довелося громадського активіста Олександра Башту. Чоловіка вигнали із зали суду, бо він поскаржився, що не чує, що говорять судді.[31]
- Господарку Тернополя через активність міської ради у підтримці Євромайдану хочуть паралізувати. Таке припущення зробив член спеціальної комісії міської ради з моніторингу громадянських свобод, депутат-свободівець Михайло Окаринський.[32]

- 20 грудня — Оскільки всі свідомі мешканці Тернопілля вже на Євромайдані у Києві, майдан у Тернополі велелюдним бути не може. Тому оргкомітет вирішив роботу Євромайдану у Тернополі перевести в інформаційне русло, каже керівник Штабу національного спротиву Тернопільщини Володимир Стаюра.[33]

- 22 грудня — На Театральному майдані відбулося багатотисячне «Віче народовладдя»

- 24 грудня — на сорок другій сесії Тернопільської міської ради прийнято звернення депутатів до Генерального прокурора України щодо політичних репресій з вимогами припинити практику політично мотивованих перевірок і відкриття кримінальних проваджень щодо органів міської ради та працівників органів місцевого самоврядування і припинити кримінальне переслідування громадських активістів, депутатів, громадських молодіжних організацій.[34]
- На Театральному майдані відбулося урочисте освячення Різдвяної шопки, а на майдані Волі поблизу пам'ятника Данилу Галицькому — головної ялинки Тернополя, що вперше за роки Незалежності встановлена не на центральному майдані міста цього року вперше ялинка розташована на майдані Волі.

- 25 грудня — Організатори Євромайдану в Тернополі вдруге прозвітували журналістам про надходження і витрати. Євромайдан у Тернополі — єдиний Євромайдан України, у якого одна-єдина каса. Організатори Євромайдану у Тернополі — єдині, хто докладно до гривні звітує про надходження і витрати цієї каси. Про це сказав під час другого фінансового звіту перед журналістами один із організаторів Євромайдану у Тернополі Любомир Шимків.[35] Від першого дня Євромайдану, 22 листопада, до 24 грудня на потреби Євромайдану мешканці Тернополя пожертвували 1 млн 149 тис. 318 грн. Олігархів серед жертводавців нема. Пожертви були і в гривнях, і у валюті, каже скарбник Євромайдану Наталія Гайдук.[36]

- 26 грудня — Тернопільські журналісти обурені ситуацією, пов'язаною з насильством проти працівників ЗМІ. Представники тернопільських ЗМІ підписали та занесли в обласне управління міліції спільну заяву, в якій, серед іншого, вимагають відставки Міністра внутрішніх справ Віталія Захарченка та забезпечення об'єктивного розслідування побиття Тетяни Чорновол та усіх інших злочинів проти журналістів та активістів Євромайдану.[37]
- Оргкомітет тернопільського молодіжного Євромайдану відмовився приєднатись до Всеукраїнського об'єднання «Майдан».[38]

- 27 грудня — Виконавчий апарат Тернопільської обласної ради за власний кошт поїхав до столиці. На майдані голова обласної ради та працівники апарату спілкувалися із представниками Тернопілля з різних міст, містечок та сіл області, які уже більше місяця протестують проти дій центральної влади.[39]

- 28 грудня — На Театральному майдані встановлена «кривава йолка».

- 29 грудня — На Театральному майдані вкотре пройшло велелюдне віче «Солідарність проти терору».
- Взято під арешт голову Тернопільської міської молодіжної громадської організації «Сокіл», активіста майдану Мар'яна Кобзура.
- Тернопільська обласна рада приймає рішення про припинення договірних відносин та виселення Тернопільської обласної державної адміністрації з орендованих приміщень ради. Також прийнято положення про зміст, опис та порядок використання символіки Тернопільської області і національно-визвольної символіки. 2014 рік проголошено роком Степана Бандери. На початку січня дані рішення визнали нелегітимними.
- «Кривава йолка» на Театральному майдані:

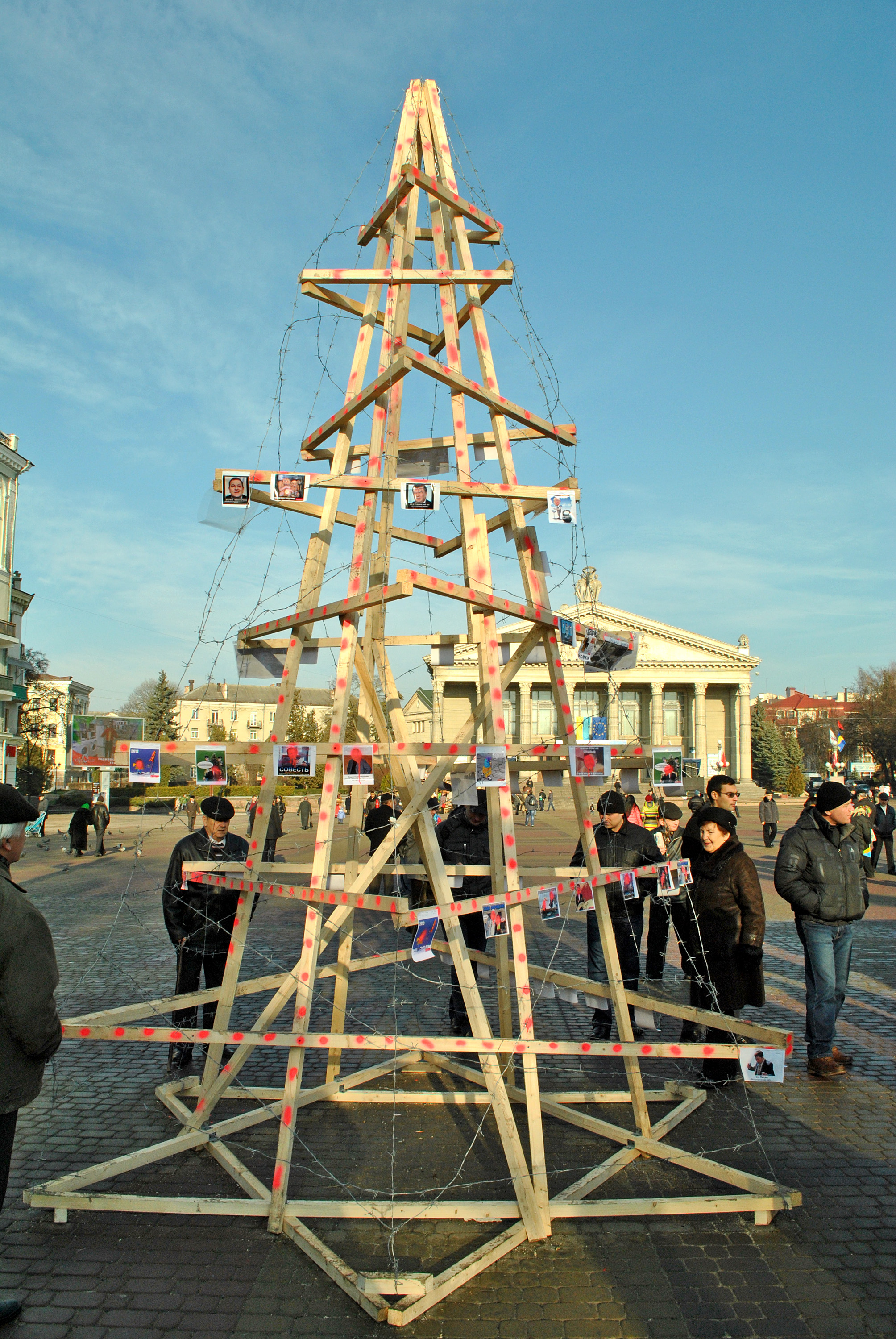
«Кривава йолка» на Театральному майдані
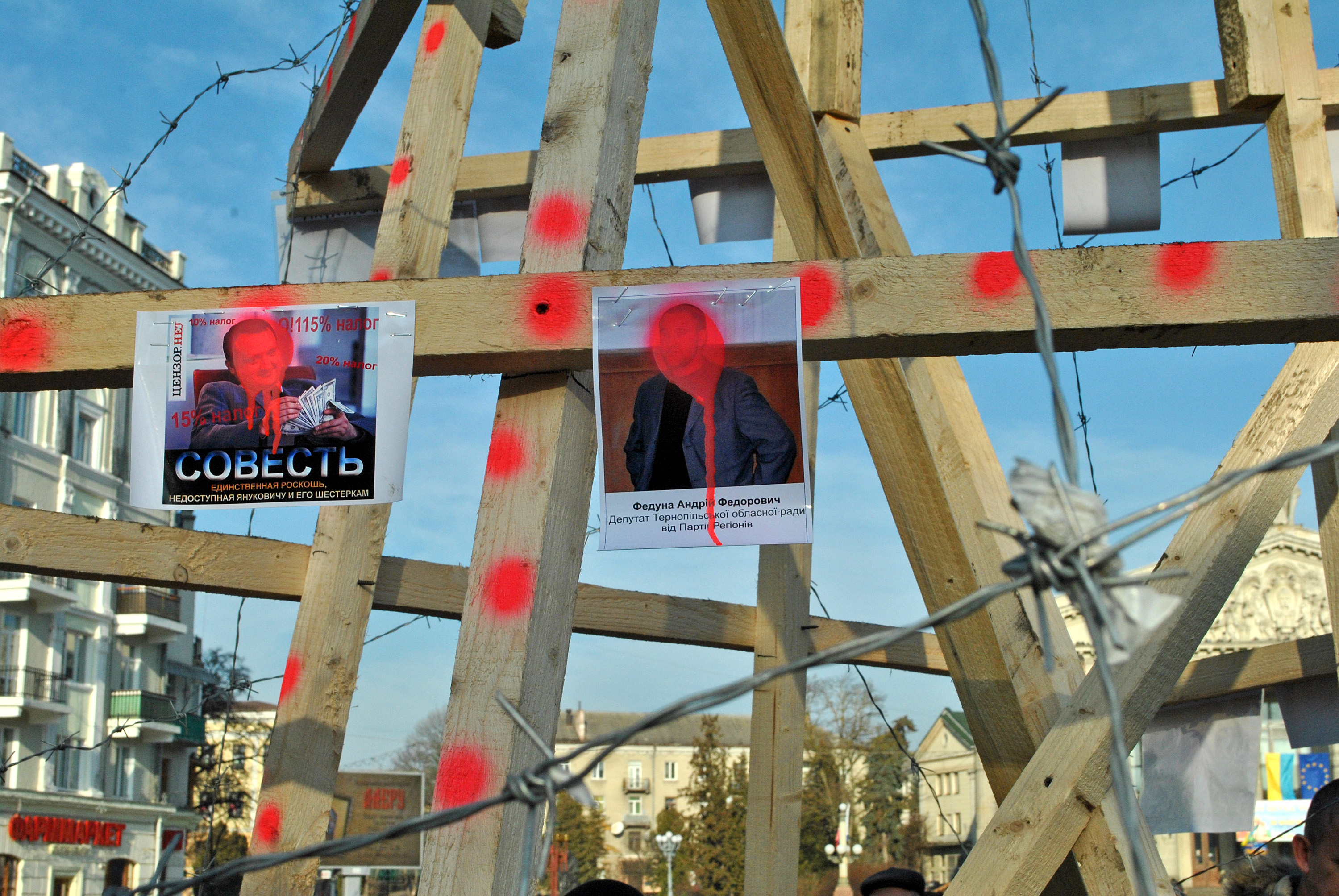
На «йолці» — заступник голови ОДА Петро Гоч
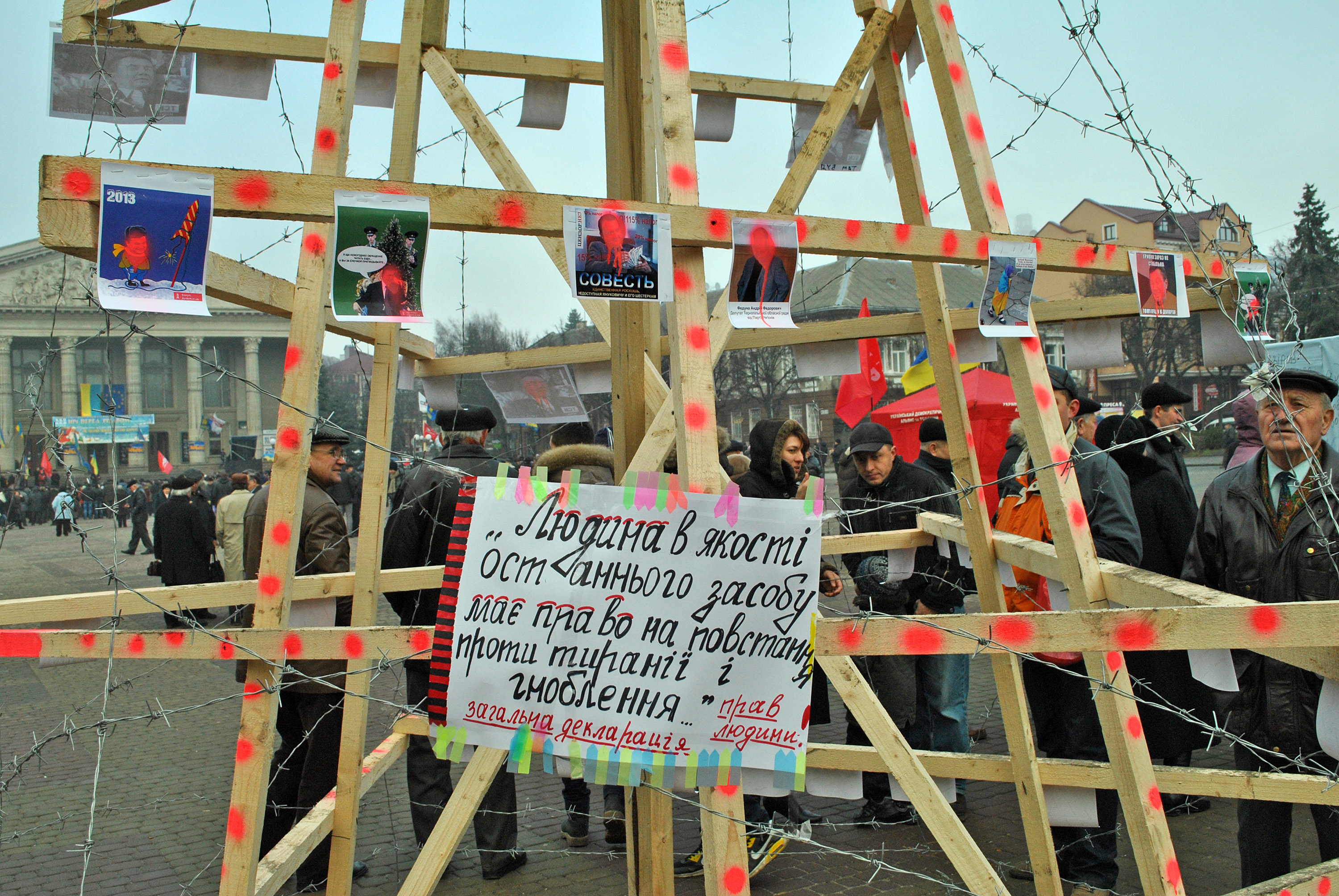
Гасло на «йолці»

- 31 грудня — У квартирі голови Тернопільської міської молодіжної громадської організації «Сокіл», активіста майдану Мар'яна Кобзура провели обшук.

### Січень 2014-го
- 1 січня — урочиста академія з нагоди 105-ї річниці від дня народження провідника ОУН Степана Бандери відбулася сьогодні в Українському Домі Тернополя, смолоскипна хода, освячення національних червоно-чорних прапорів на Театральному майдані та похід до пам'ятника Бандері, де відбулося віче.[40]

- 3 січня — Як повідомляє прес-служба ВО «Свободи», невідомі близько 20.30 спалили автомобіль автомобіль «Мерседес» члена Тернопільської міської організації ВО «Свобода», депутата Тернопільської міської ради Богдана Попадина, який ставав на захист учасників Євромайдану, котрі перебували під слідством, зокрема, днями активно намагався визволити безпідставно арештованого свободівця Мар'яна Кобзура з клопотанням взяття ув'язненого на поруки.

- 5 січня — Віче у неділю на Театральному майдані зібрало не більше 200 людей.

- 6-7-8 січня — Тернопільські майданівці святкують Різдво.
- Відсторонити народного депутата Едуарда Леонова з посади коменданта КМДА вирішило керівництво ВО «Свобода».

- 12 січня — на Театральному майдані у Тернополі — «Віче гідності». Тернополян закликали до пікетування будинків, де мешкають члени Партії регіонів, та бойкоту товарів, які виробляють підприємства, що належать прихильникам провладної партії.

- 13 січня —

- 14 січня — Скандал з чорно-білим портретом В. Януковича, якого ніби-то вишивали діти зі Скалата.
- Вертеп у виконанні «Народного Театру Ореста Савки» показали тернополянам на Театральному майдані. Сюжет виконавці зробили гострим — політичним.

- 15 січня — Штаб національного спротиву Тернополя спільно з місцевим Автомайданом організували автопробіг до будинків, де мешкають представники Партії регіонів.

- 22 січня — Виконавчий комітет Тернопільської міської ради ухвалив рішення оголосити 23 січня 2014 року Днем жалоби за загиблими під час протесних мирних акцій в місті Києві.У Тернополі оголошено День жалоби за загиблими активістами у Києві
- Голова обласної ради Василь Хомінець дав доручення в знак жалоби за загиблими протестувальниками вивісити на комунальних установах обласної ради чорні стрічки.

- 23 січня — заблоковано будівлю Тернопільську ОДА[41], після чого за підтримки тернопільського Автомайдану було взято будівлю обласної державної адміністрації, чому посприяли міліціонери, які відійшли[42].

- Тернопільська міська рада вирішила перейменувати Майдан Мистецтв на Площу Героїв Євромайдану.

- 24 січня — члени виконавчого комітету Тернопільської міської ради ухвалили рішення про створення штабу громадської безпеки міста Тернополя.

- 25 січня — На III пленарному засіданні 48 сесії депутати обласної ради ухвалили рішення про визнання Народної Ради України, утворення Загону народної самооборони. За це проголосувало 82 обранці. Вони також підтримали кандидатуру голови Спілки офіцерів України Олександра Варакуту на посаду командира Загону.Загін народної самооборони в області очолить Олександр Варакута
- Депутати обласної ради висловили недовіру голові Тернопільської ОДА Валентину Хоптяну, прийняли звернення до міністра МВС України В. Захарченка та начальника УМВС України в Тернопільській області В. Сака щодо наказу про передислокацію спецпідрозділів, причини та завдання, котрі ставляться перед ними, а також звернення до президента України, генерального прокурора України, судді Дарницького районного суду Кириченко Н. О. «Про зміну міри запобіжного заходу та звільнення з-під варти Юхима Дишканта, Дмитра Москальця та Артура Ковальчука».
- Також депутати заборонили проводити на території області заходи за участю Збройних сил України, Міністерства внутрішніх справ України, інших правоохоронних органів з використанням спеціальних засобів, зброї та військової техніки, спрямованих на обмеження прав громадян на проведення мирних зібрань[43]

- 27 січня — Депутати Тернопільської міської ради ухвалили рішення про визнання Народної Ради України як колегіального органу, уповноваженого представляти інтереси народу України.У Тернополі Народна Рада представлятиме інтереси громади Заборонити на території міста Тернополя діяльність і використання символіки Партії регіонів та Комуністичної партії України як таких, що суперечать національним інтересам та порушують права і свободи громадян України вирішили депутати Тернопільської міської ради під час пленарного засідання сорок четвертої сесії.У Тернополі заборонили діяльність і символіку Партії регіонів та Комуністичної партії України Встановити, що на території м. Тернополя не можуть проводитися заходи за участю особового складу Збройних Сил України, Міністерства внутрішніх справ України, інших правоохоронних органів з використанням спеціальних засобів, зброї та військової техніки спрямовані на обмеження прав громадян на проведення мирних зібрань.У Тернополі заборонили правоохоронцям використовувати зброю проти громадян
- Комунальна установа Тернопільської обласної ради "Тернопільське обласне виробниче аптечне об'єднання зініціювало збір коштів, медикаментів, продуктів харчування, теплого одягу для потреб активістів Євромайдану в Києві.

- 30 січня — Прокурор Тернополя звернувся з позовною заявою в Тернопільський окружний адміністративний суд про визнання протиправним і скасування рішення сесії міськради щодо перейменування майдану Мистецтв на площу Героїв Євромайдану.Прокуратура Тернополя оскаржує рішення міськради щодо перейменування Майдану Мистецтв на Площу Героїв Євромайдану

- 31 січня — Тернопільський окружний адміністративний суд заборонив головам рад підписувати та оприлюднювати ще 10 органів місцевого самоврядування щодо політичної ситуації в Україні, бо вважає їх незаконними.Тернопільщина: заборонили підписувати та оприлюднивати ще 10 рішень рад
- Заяву з приводу останніх подій в Україні зробив голова тернопільської облради Василь Хомінець.

### Лютий 2014-го
- 2 лютого — Штаб національного спротиву Тернополя запрошує тернополян на 12 годину на «Віче пам'яті».

- 11 лютого — Тернопільський окружний адміністративний суд ухвалив рішення відхилити позов прокуратури міста про визнання протиправним рішення сесії міськради щодо перейменування майдану Мистецтв на площу Героїв Євромайдану.[44]

- 12 лютого — Міський голова Тернополя Сергій Надал заявив про готовність взяти на поруки активіста Євромайдану, тернополянина Андрія Шминдюка, якого затримали 23 січня у Києві на вул. Щорса. Йому інкримінують ст. 294 Кримінального кодексу України — масові заворушення. Активісту загрожує покарання від 8 до 15 років позбавлення волі. Суд повинен відбутися 13 лютого. Міський голова вимагає його негайного звільнення.[45]

- 18 лютого — Міський голова закликав тернополян до максимальної мобілізації на столичний майдан. Він провів екстрену нараду з керівниками структурних підрозділів Тернопільської міської ради на якій зауважив, що усі Тернопільські лікарні готові приймати поранених з Києва та інших міст України. Усіх охочих їхати у столицю буде забезпечено транспортом.[46]

- 19 лютого — Минулої ночі невідомими активістами з численною підтримкою городян були захоплені штурмом ряд адмінприміщень правоохоронної системи на території Тернополя. Приміщення міліції горіло, знищена автотехніка. Штурму зазнали приміщення обласної державної адміністрації, прокуратури, суду, ДАІ, СБУ.

- 20 лютого — На Театральному майдані відбулася позачергова сесія Тернопільської міської ради. Депутати прийняли спільну резолюцію народного Віче та міськради. Резолюція передбачає, що відтепер міліція Тернополя буде забезпечувати виконання рішень міськради та міського голови.[47]
- Для забезпечення порядку та недопущення провокацій у Тернополі створили 13 громадських пунктів охорони порядку. За кожним з них закріплена певна частина міста.

- 21-22-23 лютого — У Тернополі оголошено Дні жалоби за загиблими під час протестів у столиці.

- 24 лютого — В комунальні заклади охорони здоров'я Тернополя почали поступати постраждалі Євромайданівці. Зокрема, до лікарень міста звернулись 5 активістів з травмами різного ступеня важкості.[48]
- Відкриття площі Героїв Євромайдану та вшанування загиблих повстанців. Священнослужителі провели панахиду, а кілька тисяч тернополян створили зі свічок хрест пам'яті національних Героїв.[49]

- 27 лютого — За підтримки Тернопільської міської ради та благодійного фонду «Карітас» відкрито спеціальні рахунки для родин загиблих та постраждалих на Майдані.[50]

### Березень 2014-го
- 2 березня — Під час віче тернополян попередили бути напоготові до ймовірного оголошення будь-яких наказів головнокомандуючого країни. Чоловіків закликали записуватися у загони Самооборони чи в інші, аналогічні організації.[51]

- 4 березня — На Театральному майдані згорнули військовий намет де з початку революційних подій люди зносили речі, медикаменти, їжу, гроші. Тепер допомогу можна приносити в Український дім «Перемога».

- 8-10 березня — У місті проходять заходи до 200-річчя з дня народження Тараса Шевченка. З цієї нагоди на недільному віче 9 березня 35-тьом активістам Майдану вручили ювілейні відзнаки.[52]

- 16 березня — На Театральному майдані відбулося Віче Соборності. Кілька сотень тернополян вкотре закликали українців усього світу до єдності заради гідного майбутнього прийдешніх поколінь. Учасники віча прийняли резолюцію, в якій засудили російську військову агресію та закликали народ Росії до повстання проти антинародного путінського режиму.[53]

- 23 березня — Віче Солідарності з українським військом.

- 30 березня — Віче пам'яті Небесної сотні.
- У надвечір'я центральними вулицями Тернополя пройшла велелюдна процесія, яка об'єднала більше 20 тисяч християн усіх конфесій у молитві за мир і неподільність України. Цьогоріч маршрут пролягав через площу Героїв Євромайдану, щоб молитовно вшанувати осіб, які віддали свої життя за Україну під час кривавих подій у Києві.

Хода пам'яті Небесної сотні вулиця міста
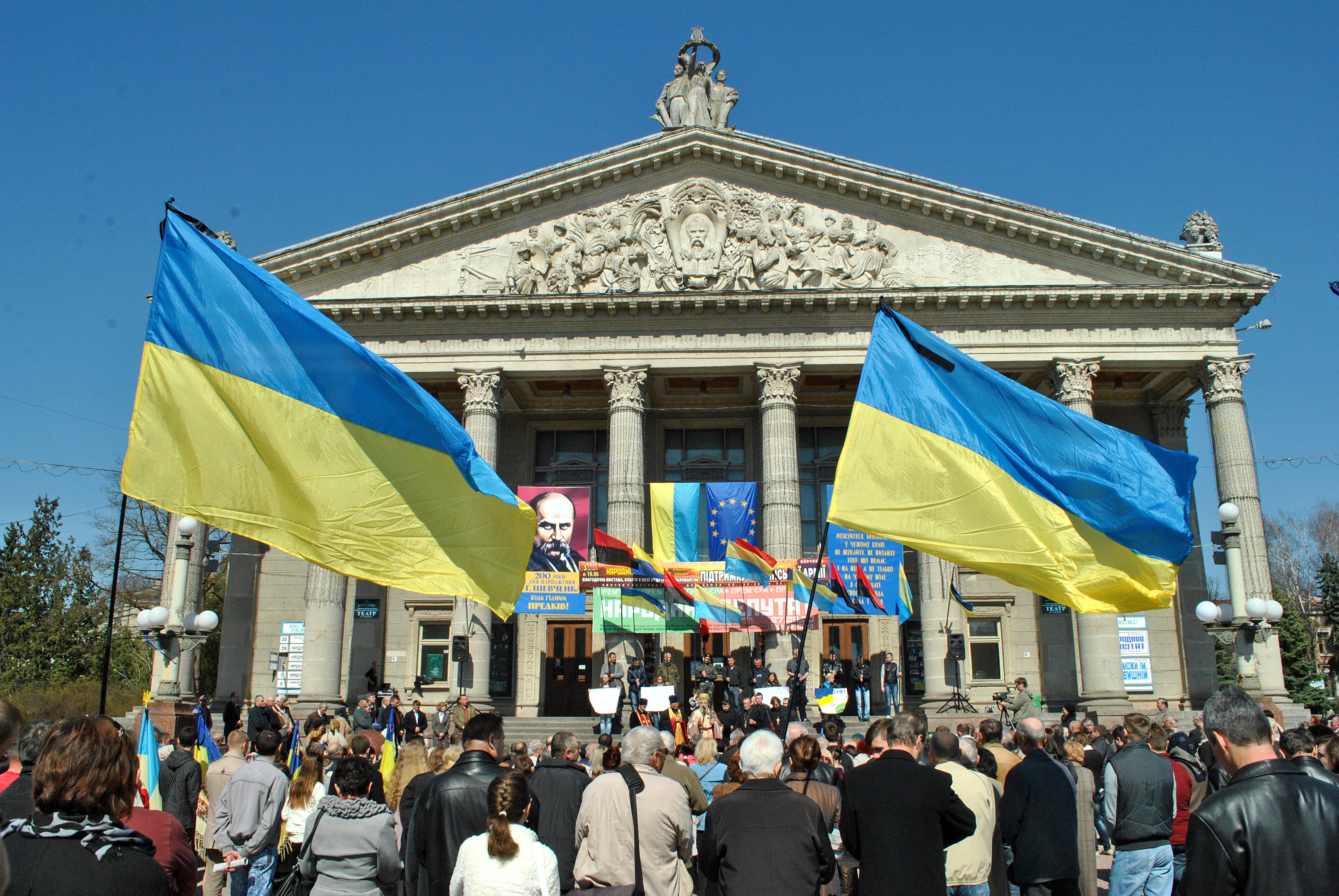
Віче пам'яті на Театральному Майдані
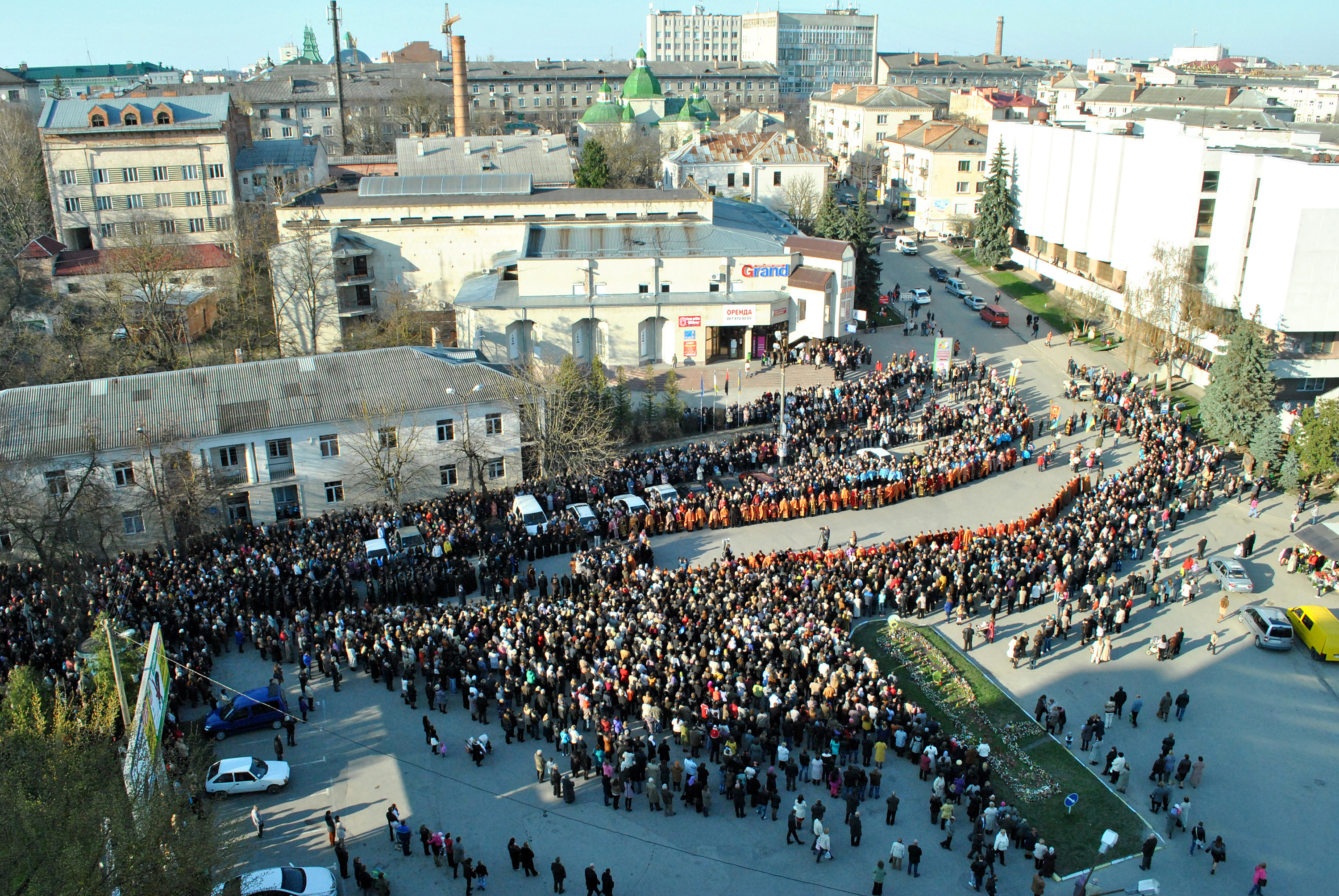
Хресна хода на площі Героїв Євромайдану

### Квітень 2014-го
- 4 квітня — Представники двох політичних партій та кількох громадських організацій прийшли під стіни УМВС України в Тернопільській області, щоб обговорити питання про призначення на посаду начальника УМВС України в Тернопільській області Василя Облещука[54][55][56].

- 6 квітня — Віче єдності з українським флотом. На початку віча на Театральний майдан прийшли матроси корвету «Тернопіль», яким присутні висловили вдячність за вірність Україні. Потім виступили представники партій та громадських організацій, люди, які підтримували різні сторони, що призвело до непорозуміння між присутніми та сварок зі взаємними образами[57]. Найгірше недільне віче з часу його проведення від листопада минулого року.

- 10 квітня — пікетування Будинку правосуддя, будівлі управління ЖКГ і приміщенням УМВС.

- 12 квітня — 100 дерев катальпи у вигляді цифри 100 посадили в пам'ять Небесної сотні в парку Національного відродження міський голова Сергій Надал, його заступники, депутати і працівники міської ради.[58].

- 13 квітня — Недільне віче майже безлюдне — кількадесят чоловік.
- Члени «Правого сектору» Тернопільщини мобілізовуються до столиці у зв'язку із сепаратистськими подіями на Сході країни.

## Перебіг подій. Райони

### 2013-ий рік
- 26 листопада — Бучацька районна рада приймає рішення «Про підтримку євроінтеграційного курсу України».[59] Подібні рішення приймають також інші районні, міські, селищні ради області.

- 2 грудня — Тернопільська районна рада приймає рішення «Про суспільно-політичну ситуацію в Україні», в якому, зокрема, звертається до президента і членів уряду про дострокове припинення ними повноважень, до Верховної ради про саморозпуск і ряд інших вимог до державних установ.[60] Подібні рішення, заяви, звернення приймають також інші районні, міські, селищні ради області.

- 3 грудня — Гусятинська районна рада приймає рішення "Про дострокове припинення повноважень голови Гусятинської районної ради шостого скликання Хоптян Н. А.[61] Також депутати висловлюють своє обурення діями державної влади в ніч з 29 на 30 листопада.

- 9 січня — 9 січня, активісти Гусятинського Євромайдану здійснили автопробіг колоною з понад 50 автівок до села Вікторівка Хмельницької області, де мешкає сімейство Хоптянів. Однак ні сам Валентин Хоптян, ні його дружина Надія до учасників автопробігу не вийшли. Чисельний склад автопробігу поколядував біля однієї з кованих брам Валентина Хоптяна та повернувся до Гусятина.[62]

- 31 січня — у Києві відбувся суд над Юхимом Дишкантом. Хлопця звинувачують в організації масових заворушень на вул. Грушевського. Суд ухвалив рішення змінити міру запобіжного заходу утримання під вартою на домашній арешт.

### 2014-ий рік
- 8 квітня — розпочався перший військовий вишкіл, започаткований обласною Самообороною Майдану та благодійним фондом «Християнська родина», в якому взяли участь представники Самооборони Майдану, українського козацтва, молодіжних патріотичних організацій та всі охочі, що зголосилися до мобілізації в українське військо.

## Галерея

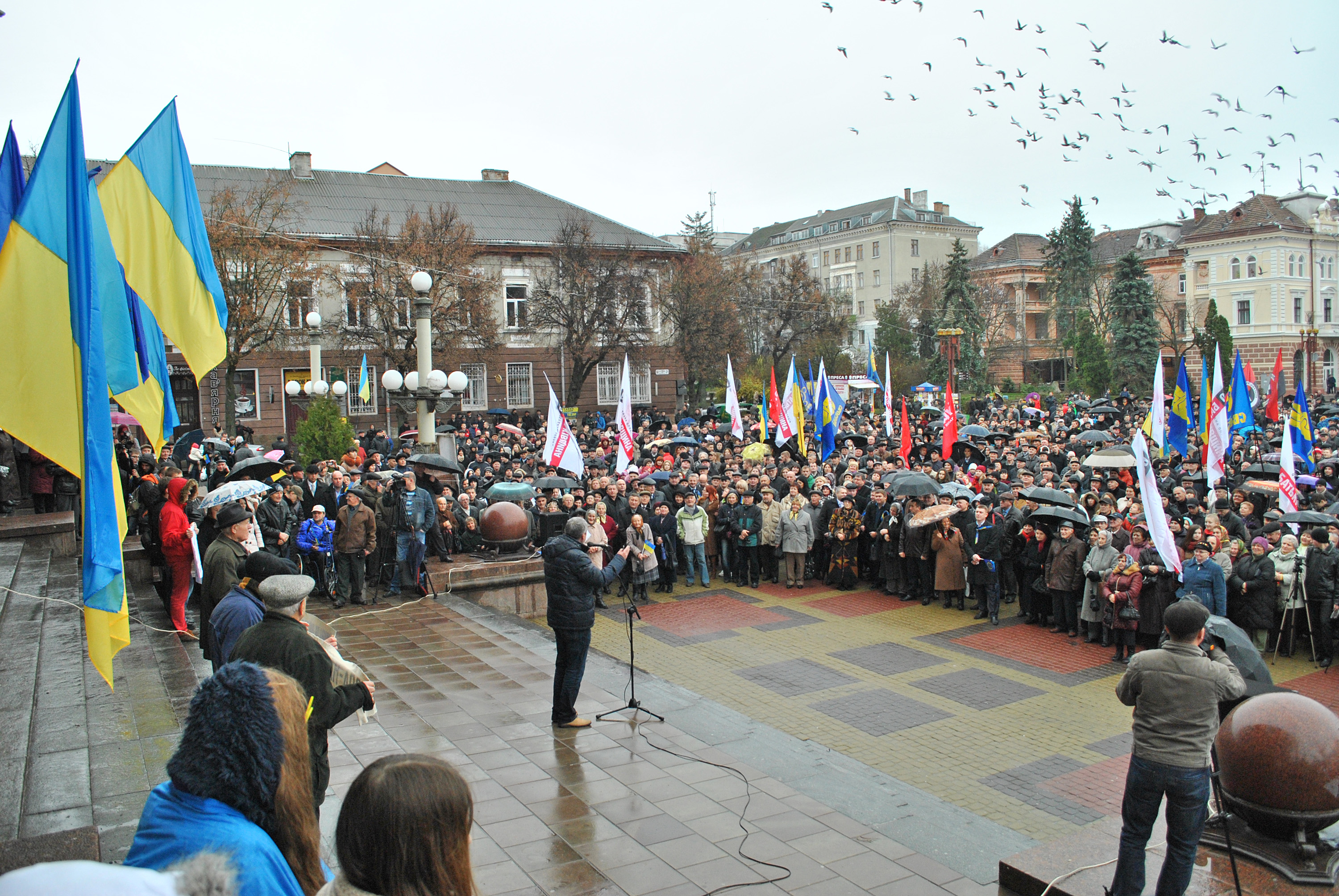
24 листопада 2013 року
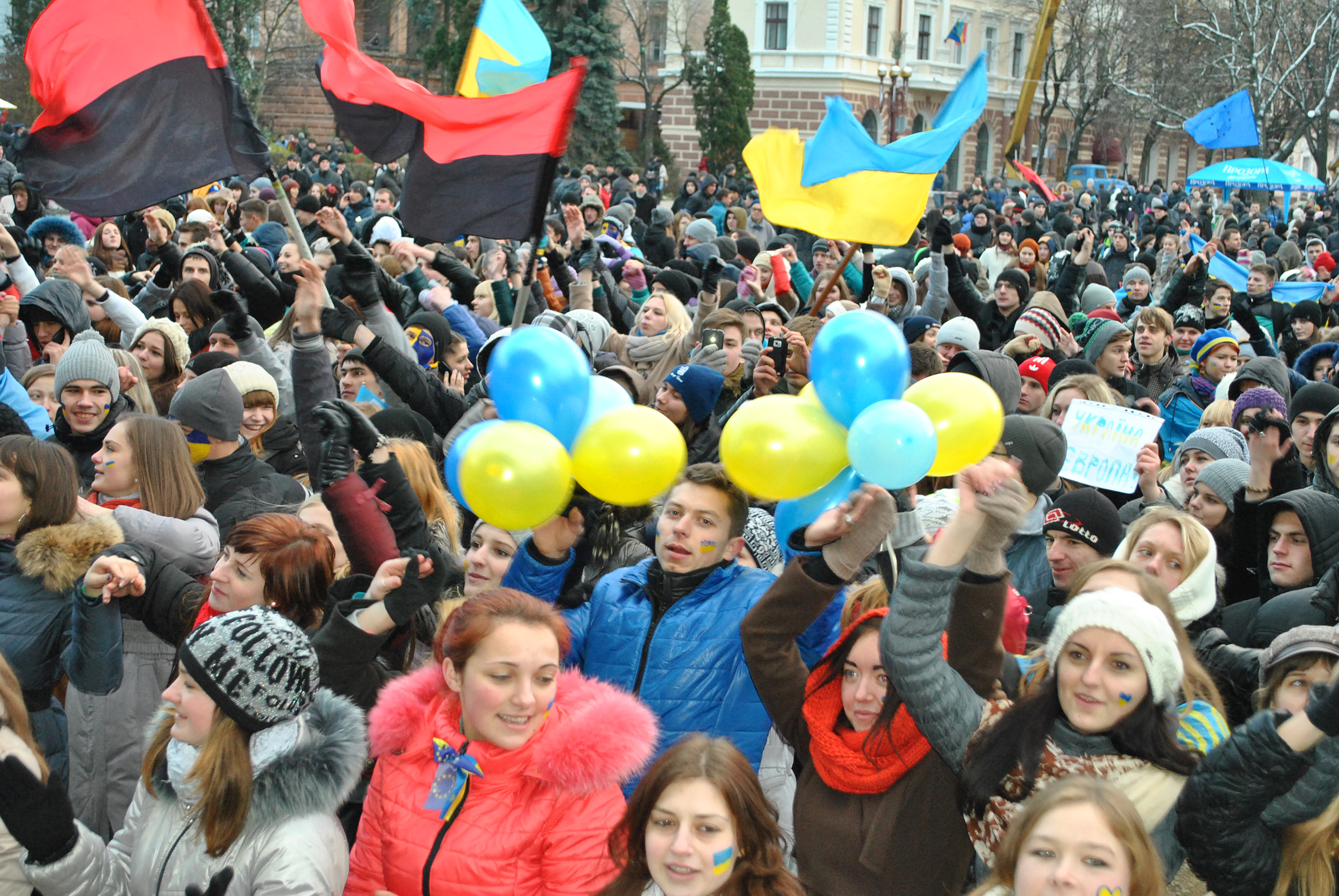
27 листопада 2013 року
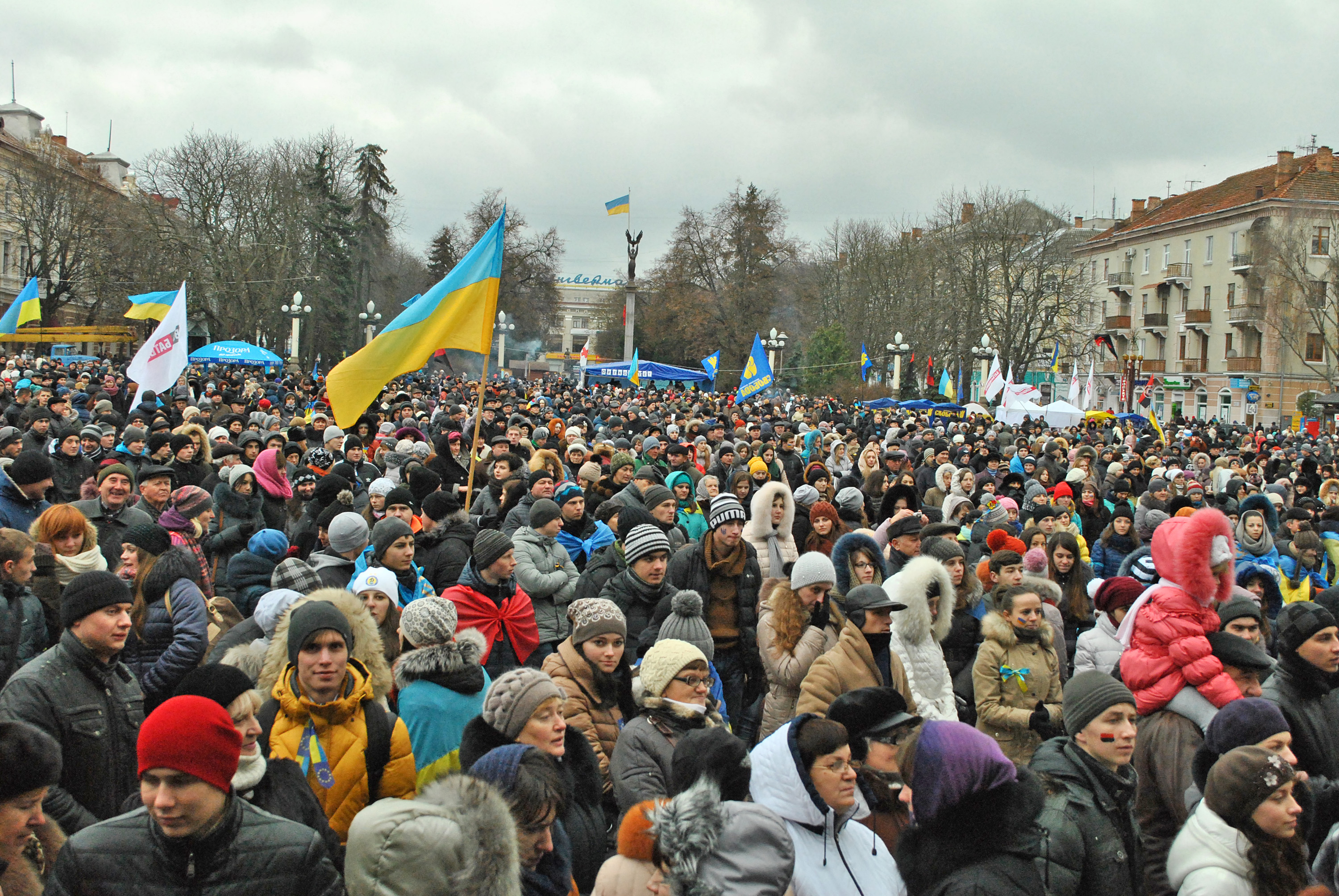
5 грудня 2013 року
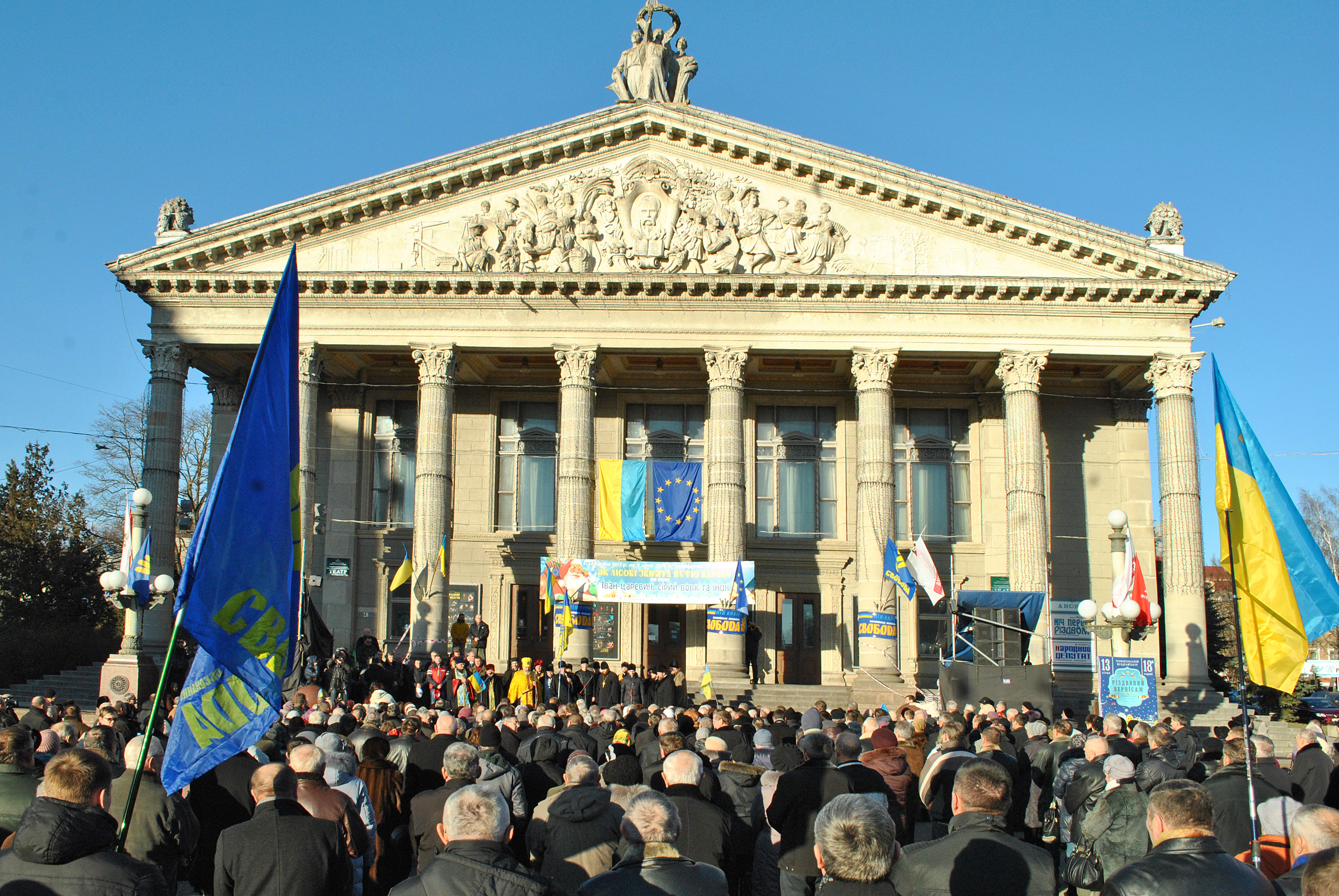
22 грудня 2013 року
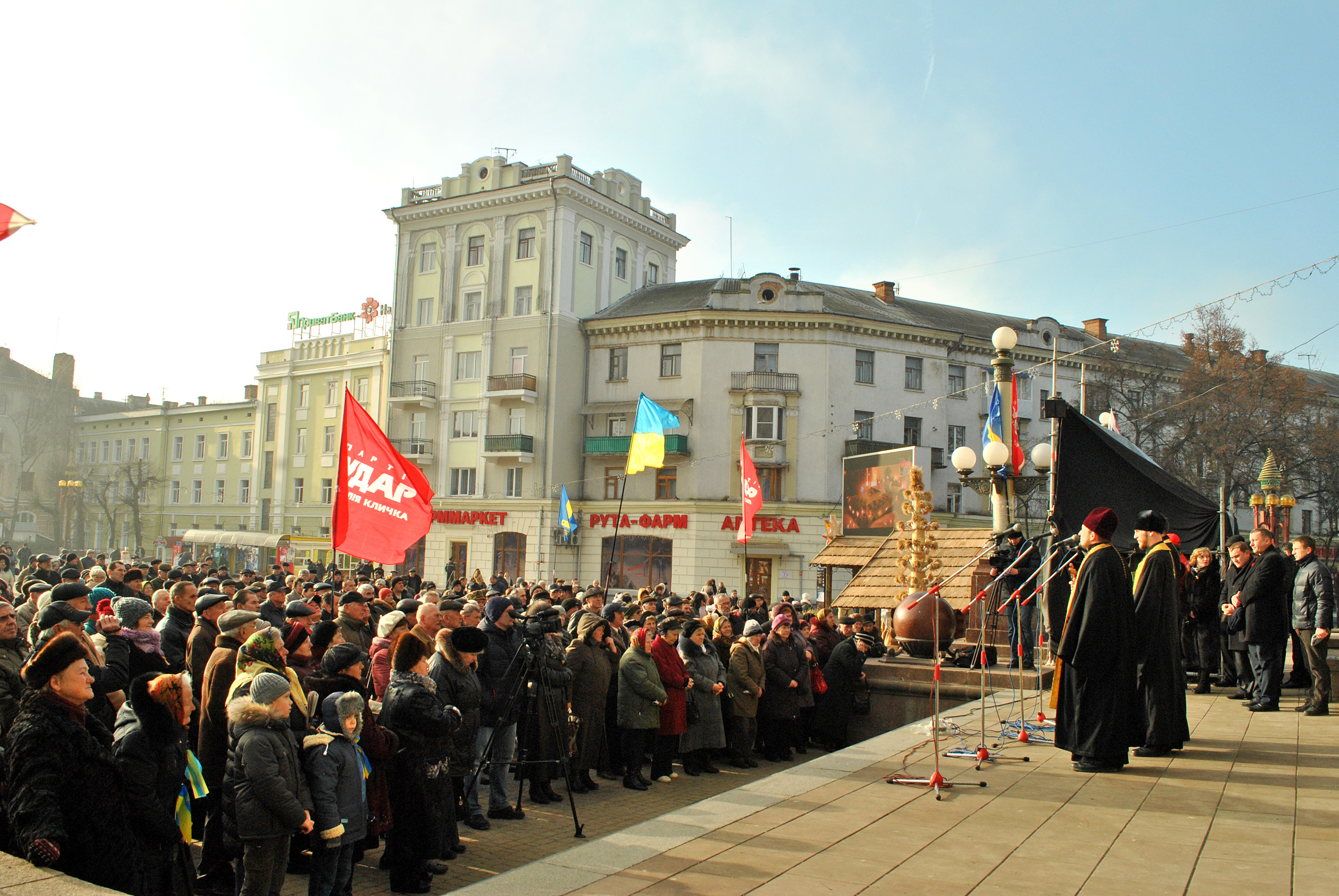
29 грудня 2013 року